# Miconia concinna
Miconia concinna är en tvåhjärtbladig växtart som beskrevs av Frank Almeda. Miconia concinna ingår i släktet Miconia och familjen Melastomataceae. Inga underarter finns listade i Catalogue of Life.